# Sphecodes galeritus
Sphecodes galeritus är en biart som beskrevs av Blüthgen 1927. Sphecodes galeritus ingår i släktet blodbin, och familjen vägbin. Inga underarter finns listade i Catalogue of Life.